# Manuel Sonseca
Manuel Sonseca (1952, Madrid. España) es un fotógrafo, docente, ensayista y promotor de actividades fotográficas. 
Premio Hofmann de Fotografía 1994; Premio Internacional de Fotografía Pilar Citoler 2008; Beca Endesa de Artes Plásticas 2009.

## Biografía
Cursa el Doctorado en Fotografía ( Universidad de Barcelona ) y Licenciado en Medicina y Cirugía ( Universidad Complutense, Madrid). 
Cofundador del Colectivo 28 de fotografía (Madrid 1981).
Delegado en Madrid de la galería Forum de Tarragona, 1982 - 1985.
Director Artístico de la Semana Internacional de la Fotografía ( S.I.F.) de Guadalajara entre 1982 y 1987. 
Profesor de fotografía en el Ayuntamiento de Alcobendas (1986 - 1997).
Miembro del Comité Asesor de los Circuitos de Artes Plásticas de la Comunidad de Madrid (1988 , 1990, 1998, 1999 y 2000). 
Promotor y Conservador de la Colección Pública de Fotografía Géneros y Tendencias en los Albores del Siglo XXI, patrocinada por el Ayuntamiento de Alcobendas (1994 -2004).
Comisario de exposiciones, destacando Mirando a la Ciudad . Fotografía y arquitectura , PhotoEspaña 98.
Asesor de la galería Doble Espacio , Madrid 1998 -1999.
Asesor de las Jornadas Fotográficas de Guardamar, desde el año 2000.
Profesor Escuela de Fotografía EFTI, Madrid-Valencia, desde al año 2003 - 2006.
Ha impartido numerosos talleres, seminarios y conferencias en España, Italia, Argentina, Alemania, Eslovaquia, etc.
Comienza a mostrar su obra en 1975 en Madrid y hasta la actualidad ha realizado numerosas exposiciones en España, Francia, Alemania, Italia, Argentina, Chile, Eslovaquia, Islandia, etc.

## Obras Publicadas
Libro Viaje a Poniente , T.F. Editores. Madrid 1995.
Libro Manuel Sonseca. Biblioteca de Fotógrafos Madrileños , n.º 4. 
Edita Obra Social Caja Madrid. Madrid 1998.
Libro Viento Sur , edita Mestizo A.C. , Murcia 1998.
Libro Aquitania 31, editado por Empresa Municipal de la Vivienda de Madrid ( EMV ). 
Libro Un Viaje a Madrid, T Ediciones. Madrid 2004.
Libro Saharauis, sólo el desierto. Madrid 2004.
Carpeta edición especial Viaje a Poniente, Madrid 1995.
Edición Relatos Breves , tirada de 250 ejemplares.
Carpeta edición especial Saharauis, sólo el desierto, Madrid 2004.
Libro de la Colección del IVAM ( Valencia ).
Libro Experimentación . IVAM ( Valencia).
Libro Manuel Sonseca “En blanco y negro”, Fundación Botí, Córdoba 2009.

## Ensayos
Apuntes sobre Fotografía Española (1980-1985).
Los Placeres de la Imaginación, Romanticismo y Fotografía.

## Colecciones
Su obra fotográfica está presente en:
Museo Nacional Centro de Arte Reina Sofía, fotografías de la colección Un Paseo por los Noventa. Madrid.
Fondos para una Colección de Fotografía, Comunidad de Madrid.
Cabinet des Estampes, Bibliothèque Nationale , París.
Colección I.V.A.M., Valencia.
Colección Ayuntamiento de Vigo, Vigo.
Colección Ayuntamiento de Móstoles, Madrid.
Colección Ayuntamiento de Guardamar. Alicante.
Colección ARCO. Madrid.
Colección Cualladó, IVAM , Valencia.
Colección Ordóñez – Falcón, IVAM, Valencia.
Colección Encontros da Imagem, Braga ( Portugal ).
Colección Fundación Cuatre Casas, Madrid.
Colección Real Sociedad Fotográfica de Madrid. Madrid.
Colección Caja de Ahorros del Mediterráneo, Alicante.
Colección Bauzá. Madrid.
Colección Géneros y Tendencias, Ayuntamiento de Alcobendas. Madrid.
Colección Museo Municipal de Arte Contemporáneo de Madrid.
Obra en numerosas colecciones privadas, destacando la de la Casa Real Española.